# Cazwell
Luke Caswell, meglio noto come Cazwell (Worcester, 27 giugno 1972), è un rapper statunitense.
Noto in arte come Cazwell, è conosciuto in particolare per i testi espliciti dei suoi brani, e per le collaborazioni con Amanda Lepore; oltre al rap si dedica anche alla pratica di dj. È dichiaratamente gay e la sua opera si incentra su tematiche gay e bisessuali.

## Carriera
La notorietà di Cazwell nasce e si consolida partecipando come ospite e dj in varie serate della scena LGBT statunitense, come il BoysRoom di New York.
Nel 2006 pubblica il primo album, intitolato Get Into It; il singolo trainante è All Over Your Face, che ha suscitato discussioni e censure a causa del testo esplicito e delle immagini di esplicito contenuto erotico nel video.
Nell'estate del 2007 Cazwell partecipa al True Colors Tour di Cyndi Lauper, che quell'anno tocca quindici città nordamericane; gli introiti dell'evento vengono destinati al finanziamento di diverse associazioni LGBT.
In seguito Cazwell pubblica altri singoli: nel settembre 2008 è la volta del brano I Seen Beyoncé...; nel 2009 appare nella puntata finale del programma TV America's Next Drag Queen e pubblica il singolo Tonight che campiona un brano della cantante Shannon intitolato Give Me Tonight. Il 1º settembre 2009 arriva quindi il secondo album, Watch My Mouth, contenente tutti i precedenti singoli di Cazwell, con l'aggiunta di alcuni brani risalenti al suo debutto.
Nel 2010 Cazwell pubblica un nuovo singolo, Ice Cream Truck, il cui video, pubblicato su YouTube il 30 luglio 2010, ottiene un grandissimo successo in rete, venendo molto condiviso sui social network anche da parte della comunità gay italiana.

## Discografia

### Album
- 2006 – Get Into It
- 2009 – Watch My Mouth
- 2014 – Hard 2 B Fresh

### Singoli
- 2006 – All Over Your Face
- 2007 – Watch My Mouth
- 2008 – I Seen Beyoncé...
- 2009 – Tonight
- 2010 – Ice Cream Truck
- 2010 – Get My Money Back
- 2011 – Unzip Me (feat. Peaches)
- 2012 – Rice and Beans
- 2013 – Guess What? (feat. Luciana)
- 2013 – No Selfie Control
- 2014 – Helen Keller (feat. Manila Luzon, Roxy & Richie Beretta)
- 2014 – Dance Like You Got Good Credit (feat. Cherie Lily)
- 2015 – Downtown

### Collaborazioni
- 2006 – Colton Ford That's Me (featuring Cazwell & Stephen Reed)
- 2006 – Peppermint Servin' It Up! (featuring Cazwell)